# GUILTY (GLAY)
GLAY的第12張原創專輯，2013年1月23日發行。

## 簡介
- 『GLAY STADIUM LIVE 2012 THE SUITE ROOM in OSAKA NAGAI STADIUM』演唱會中發表「GLAY 7 BIG SURPRISES」的第二彈企劃，和11th原創專輯『JUSTICE』同時發行。距離發行上一張原創專輯『GLAY』相隔2年3個月的時間。
- GLAY出道以來第一次同時發行2張原創專輯。
- 和『JUSTICE』不同的是：這張專輯依舊和合作多年的製作人佐久間正英共同製作。
- 專輯名稱的由來是TAKURO喜愛HISASHI的專屬吉他名字「JUSTICE」、「GUILTY」而來。(節錄自『WHAT's IN?』日本雜誌 2012年12月號)。
- 除了CD ONLY盤外，另外發行『CD+DVD盤』的版本。DVD收錄內容為：由團員以各種手法徹底剖析《GUILTY》，更收錄取自2012.12.10 Zeep Diver City演唱會現場影像一共長達84分鐘精彩內容。台灣有發行CD+DVD盤的『台壓版』。
- 廣告由女演員平愛梨演出，共3種版本。
- 專輯封面LOGO由TERU所設計，GLAY的原創專輯中，自『pure soul』發行以來相隔15年之久，專輯封面沒有使用團員肖像。

## ORICON排行榜成績
榮獲ORICON專輯排行榜第2名，『JUSTICE』獲得專輯榜第1名，獨佔2013年2月4日ORICON專輯榜1、2名的位置。原創專輯獨佔當週排行榜1、2名的成績是繼TUBE、L'Arc〜en〜Ciel之後相隔13年半的史上第3組歌手，21世紀則是第一組歌手獲得此成績。

## 收錄曲目

### CD
1. Red moon & Silver sun ～ My Private“Jealousy” (7:55)
第44張單曲，追加「Red moon & Silver sun」專輯版本。在之前的演唱會『GLAY HIGHCOMMUNICATIONS TOUR 2011-2012 RED MOON & SILVER SUN』就以這個版本作為開場。
2. everKrack (album ver.) (4:14)
第43張單曲「G4 II -THE RED MOON-」收錄曲，此為專輯版本。
3. FACTORY (4:53)
4. 冬季人行道 (4:24)
原創專輯『GLAY』時期所寫的歌曲，因為沒有收錄進來，經過2年半的時間終於收錄在此張專輯。
5. 繁花啊暴風雨 (4:30)
6. 霧之中 (album ver.) (4:29)
第43張單曲「G4 II -THE RED MOON-」收錄曲，此為專輯版本。
7. 吟唱初戀 (4:55)
描寫畢業季節時期的函館的歌曲，這首歌也是原創專輯『GLAY』的候補歌曲。TAKURO和HISASHI的母校北海道函館稜北高中的合唱團一起共同錄製的歌曲，但是合唱團人數不夠，於是再借用TERU母校北海道函館商業高中合唱團的人。
8. Bible (4:28)
第45張單曲。
9. Ruby's Blanket (4:07)
第43張單曲「G4 II -THE RED MOON-」收錄曲。
10. 只要能再見到你 (6:50)
迷你專輯『Hope and The Silver Sunrise』收錄曲。

### DVD
- RX-72 -GUILTY EDITION-